# (29981) 1999 TD10
(29981) 1999 TD10 est un objet transneptunien considéré comme centaure, d'environ 100 km de diamètre, découvert par l'équipe de Spacewatch le 3 octobre 1999 à Kitt Peak.